# Endre Szemerédi
Endre Szemerédi (21 d'agost de 1940) és un matemàtic hongarès naturalitzat estatunidenc, que ha treballat en els camps de la combinatòria i la informàtica teòrica. Ha ocupat la càtedra d'informàtica teòrica a la Universitat Rutgers de Nova Jersey des de 1986.
Szemerédi ha guanyat nombrosos premis en matemàtiques i ciència, entre els quals destaca el Premi Abel el 2012. Ha fet diversos descobriments molt rellevants en combinatòria i informàtica teòrica, com el teorema de Szemerédi, el lema de regularitat de Szemerédi, el teorema d'Erdős–Szemerédi, el teorema de Hajnal–Szemerédi i el teorema de Szemerédi–Trotter.

## Biografia
Szemerédi nasqué a Budapest, estudià a la Universitat Eötvös Loránd de Budapest i es doctorà a la Universitat Estatal de Moscou. El seu director de tesi va ser el matemàtic Israel Gelfand.
Ha sigut, des de 1986, el catedràtic d'informàtica a la Universitat Rutgers. Ha ocupat posicions a la Universitat Stanford (1974), la Universitat McGill (1980), la Universitat de Carolina del Sud (1981–1983) i la Universitat de Chicago (1985–1986).
Szemerédi és casat i té cinc fills.

## Obra
Endre Szemerédi ha publicat més de 200 articles científics en els camps de matemàtica discreta, informàtica teòrica, combinatòria aritmètica i geometria discreta. És conegut sobretot per la demostració de 1975 d'una antiga conjectura de Paul Erdős i Paul Turán: si una seqüència de nombres naturals té densitat superior positiva aleshores conté progressions aritmètiques arbitràriament llargues. Aquest resultat ara s'anomena teorema de Szemerédi. Un lema essencial de la demostració ara rep el nom de lema de regularitat de Szemerédi, que ha esdevingut una eina molt important en combinatòria.
També és conegut pel teorema de Szemerédi–Trotter en geometria d'incidència i el teorema de Hajnal–Szemerédi en teoria de grafs. Una altra part de les seves investigacions s'han enfocat a la informàtica teòrica.